# Nationalliga A w piłce siatkowej mężczyzn (2020/2021)
Nationalliga A w piłce siatkowej mężczyzn 2020/2021 − 65. sezon mistrzostw Szwajcarii w piłce siatkowej zorganizowany przez Swiss Volley. Zainaugurowany został 3 października 2020 roku i trwał do 14 kwietnia 2021 roku.
W Nationalliga A w sezonie 2020/2021 uczestniczyło 8 drużyn. Po zakończeniu sezonu 2019/2020 z rozgrywek wycofał się klub Lutry-Lavaux Volleyball. Rozgrywki składały się z fazy zasadniczej oraz fazy play-off, w której rozegrano ćwierćfinały, mecze o miejsca 5-8, półfinały, mecze o 3. miejsce oraz finały.
Po raz siódmy mistrzem Szwajcarii został klub Chênois Genève Volleyball, który w finale fazy play-off pokonał Lindaren Volley Amriswil. Trzecie miejsce zajął Volley Schönenwerd.
W sezonie 2020/2021 w eliminacjach Ligi Mistrzów Szwajcarię reprezentował klub Lindaren Volley Amriswil, w Pucharze CEV – Volley Schönenwerd i Chênois Genève Volleyball, natomiast w Pucharze Challenge – Lindaren Volley Luzern i Lausanne UC.

## System rozgrywek
Nationalliga A w sezonie 2020/2021 składała się z fazy zasadniczej oraz fazy play-off.

### Faza zasadnicza
W fazie zasadniczej 8 drużyn rozgrywa ze sobą po dwa spotkania systemem kołowym (mecz u siebie i rewanż na wyjeździe). Wszystkie drużyny uzyskują awans do fazy play-off.

### Faza play-off
I runda

Ćwierćfinały

Pary ćwierćfinałowe tworzone są na podstawie miejsc, które poszczególne drużyny zajęły w fazie zasadniczej, według klucza: 1-8; 2-7; 3-6; 4-5. Rywalizacja toczy się do trzech wygranych meczów ze zmianą gospodarza po każdym spotkaniu. Gospodarzami pierwszego meczu są zespoły, które w fazie zasadniczej zajęły wyższe miejsce w tabeli. 
Zwycięzcy w poszczególnych parach uzyskują awans do półfinałów, natomiast przegrani rywalizują o miejsca 5-8.
II runda

Półfinały

W półfinałach fazy play-off uczestniczą wygrani w parach ćwierćfinałowych. Pary półfinałowe powstają na podstawie miejsc z fazy zasadniczej, tj. pierwszą parę tworzą drużyna, która w fazie zasadniczej zajęła najwyższe miejsce spośród drużyn uczestniczących w półfinałach oraz ta, która zajęła najniższe miejsce, drugą parę – dwa pozostałe zespoły. Rywalizacja toczy się do trzech wygranych meczów ze zmianą gospodarza po każdym spotkaniu. Gospodarzami pierwszego meczu są zespoły, które w fazie zasadniczej zajęły wyższe miejsce w tabeli.
Zwycięzcy w poszczególnych parach uzyskują awans do finału, natomiast przegrani rywalizują o 3. miejsce. 
Mecze o miejsca 5-8

Przegrani par ćwierćfinałowych tworzą pary na podstawie miejsc zajętych w fazie zasadniczej. Pierwszą parę meczową tworzą drużyny, które w fazie zasadniczej zajęły najwyższe i najniższe miejsce, natomiast drugą parę meczową pozostałe zespoły. Rywalizacja toczy się do dwóch wygranych meczów ze zmianą gospodarza po każdym spotkaniu. Gospodarzami pierwszych meczów są zespoły, które w fazie zasadniczej zajęły wyższe miejsce w tabeli.
Zwycięzcy w poszczególnych parach rozgrywają mecze o 5. miejsce, natomiast przegrani rywalizują o 7. miejsce.
III runda

Finały

O mistrzostwo grają zwycięzcy w parach półfinałowych. Rywalizacja toczy się do trzech wygranych meczów ze zmianą gospodarza po każdym spotkaniu. Gospodarzem pierwszego meczu jest zespół, który w fazie zasadniczej zajął wyższe miejsce.
Mecze o 3. miejsce

O 3. miejsce rywalizują przegrani w parach półfinałowych. Rywalizacja toczy się do dwóch wygranych meczów ze zmianą gospodarza po każdym spotkaniu. Gospodarzem pierwszego meczu jest zespół, który w fazie zasadniczej zajął wyższe miejsce.
Mecze o 5. miejsce

O 5. miejsce rywalizują zwycięzcy w parach meczowych o miejsca 5-8. Rywalizacja toczy się do dwóch wygranych meczów ze zmianą gospodarza po każdym spotkaniu. Gospodarzem pierwszego meczu jest zespół, który w fazie zasadniczej zajął wyższe miejsce.
Mecze o 7. miejsce

O 7. miejsce rywalizują przegrani w parach meczowych o miejsca 5-8. Rywalizacja toczy się do dwóch wygranych meczów ze zmianą gospodarza po każdym spotkaniu. Gospodarzem pierwszego meczu jest zespół, który w fazie zasadniczej zajął wyższe miejsce.

## Drużyny uczestniczące
| | Nationalliga A 2020/2021  |   |        |
| --- | ------------------------- | - | ------ |
| AMR | Lindaren Volley Amriswil  | 1 | el. LM |
| SCH | Volley Schönenwerd        | 2 | CEV    |
| LUZ | Lindaren Volley Luzern    | 3 | Ch     |
| CHÊ | Chênois Genève Volleyball | 4 | CEV    |
| LAU | Lausanne UC               | 5 | Ch     |
| NÄF | Biogas Volley Näfels      | 6 |        |
| JON | TSV Jona Volleyball       | 7 |        |
| TRA | Traktor Basel             | 8 |        |
| Oznaczenia: - kolumna pierwsza – skróty nazw drużyn wpisane na mapie (jeśli ta została zamieszczona), - kolumna trzecia – miejsce zajęte przez daną drużynę w poprzednim sezonie. |                           |   |        |

Uwagi:
- W sezonie 2019/2020 ze względu na przedwczesne zakończenie rozgrywek z powodu szerzenia się zakażeń wirusem SARS-CoV-2 nie wyłoniono mistrza Szwajcarii. W tabeli podane zostały miejsca, które poszczególne zespoły zajęły w fazie zasadniczej.
- Po zakończeniu sezonu 2019/2020 klub Lutry-Lavaux Volleyball wycofał się z rozgrywek i w sezonie 2020/2021 zgłosił się do Nationalliga B[3].

## Hale sportowe
| Klub                      | Hala sportowa                                    | Miejscowość |
| ------------------------- | ------------------------------------------------ | ----------- |
| Biogas Volley Näfels      | Kantonsschule Glarus                             | Glarus      |
| Chênois Genève Volleyball | Centre Sportif Sous-Moulin                       | Thônex      |
| Lausanne UC               | Centre Sportif Universitaire de Dorigny – SOS II | Lozanna     |
| Lindaren Volley Amriswil  | Sporthalle Tellenfeld                            | Amriswil    |
| Lindaren Volley Luzern    | Bahnhofhalle                                     | Lucerna     |
| Traktor Basel             | Sporthalle Rankhof                               | Bazylea     |
| TSV Jona Volleyball       | Sporthalle Grünfeld                              | Jona        |
| Volley Schönenwerd        | BetoncoupeArena                                  | Schönenwerd |

## Trenerzy
| Klub                      | Pierwszy trener        | Narodowość | Drugi trener        | Narodowość |
| ------------------------- | ---------------------- | ---------- | ------------------- | ---------- |
| Biogas Volley Näfels      | Oskar Kaczmarczyk      | Polska     | Błażej Kuśmierz     | Polska     |
| Chênois Genève Volleyball | Ratko Pavličević       | Serbia     | Gaëtan Fetter       | Francja    |
| Lausanne UC               | Massimiliano Giaccardi | Włochy     | Pierre Berger       | Szwajcaria |
| Lindaren Volley Amriswil  | Matevž Kamnik          | Słowenia   | Aleksandar Ljubičić | Serbia     |
| Lindaren Volley Luzern    | Jorge García Pérez     | Hiszpania  | —                   | —          |
| Traktor Basel             | Daniel Rocamora        | Hiszpania  | Marc Fischer        | Szwajcaria |
| TSV Jona Volleyball       | Dalibor Polák          | Czechy     | Urs Winteler        | Szwajcaria |
| Volley Schönenwerd        | Liam Sketcher          | Australia  | Manuel Stadtmann    | Szwajcaria |
| Volley Schönenwerd        | Liam Sketcher          | Australia  | Łukasz Motyka       | Polska     |

### Zmiany trenerów
| Klub                      | Były trener          | Narodowość | Data odejścia | Powód                                | Nowy trener          | Narodowość | Data przyjścia |
| ------------------------- | -------------------- | ---------- | ------------- | ------------------------------------ | -------------------- | ---------- | -------------- |
| Przed sezonem             |                      |            |               |                                      |                      |            |                |
| Chênois Genève Volleyball | Carlos Carreño       | Hiszpania  | —             | koniec kontraktu                     | Ratko Pavličević     | Serbia     | —              |
| Lindaren Volley Luzern    | Liam Sketcher        | Australia  | —             | koniec kontraktu                     | Alessandro Lodi      | Włochy     | —              |
| Volley Schönenwerd        | Bujar Dervisaj       | Niemcy     | —             | koniec kontraktu                     | Bogdan Kotnik        | Słowenia   | —              |
| W trakcie sezonu          |                      |            |               |                                      |                      |            |                |
| Lindaren Volley Luzern    | Alessandro Lodi      | Włochy     | 13.01.2021    | brak oczekiwanych wyników sportowych | Jorge García Pérez   | Hiszpania  | 13.01.2021     |
| Lindaren Volley Amriswil  | Marko Klok           | Holandia   | 11.04.2021    | brak oczekiwanych wyników sportowych | Matevž Kamnik        | Słowenia   | 11.04.2021     |
| Volley Schönenwerd        | Bogdan Kotnik        | Słowenia   | 03.12.2020    | rezygnacja z powodów prywatnych      | Łukasz Motyka (p.o.) | Polska     | 03.12.2020     |
| Volley Schönenwerd        | Łukasz Motyka (p.o.) | Polska     | 07.01.2021    | koniec okresu przejściowego          | Liam Sketcher        | Australia  | 07.01.2021     |

## Faza zasadnicza

### Tabela wyników
| Gospodarz \ Gość1         | AMR | SCH | LUZ | CHÊ | LAU | NÄF | JON | TRA |
| ------------------------- | --- | --- | --- | --- | --- | --- | --- | --- |
| Lindaren Volley Amriswil  | -   | 3:0 | 3:2 | 3:1 | 3:1 | 3:0 | 3:1 | 3:0 |
| Volley Schönenwerd        | 0:3 | -   | 2:3 | 3:1 | 3:2 | 3:0 | 1:3 | 3:0 |
| Lindaren Volley Luzern    | 1:3 | 1:3 | -   | 1:3 | 2:3 | 1:3 | 2:3 | 2:3 |
| Chênois Genève Volleyball | 0:3 | 3:1 | 3:2 | -   | 3:1 | 3:0 | 3:1 | 3:0 |
| Lausanne UC               | 3:2 | 0:3 | 3:0 | 2:3 | -   | 3:0 | 3:0 | 3:1 |
| Biogas Volley Näfels      | 0:3 | 3:2 | 3:1 | 1:3 | 3:0 | -   | 2:3 | 3:0 |
| TSV Jona Volleyball       | 3:2 | 1:3 | 3:1 | 3:1 | 0:3 | 1:3 | -   | 3:0 |
| Traktor Basel             | 0:3 | 1:3 | 3:0 | 1:3 | 0:3 | 1:3 | 3:1 | -   |

Źródło: Swiss Volley (niem.)
1 Drużyna gospodarzy jest wymieniona po lewej stronie tabeli.
Kolory:
  zwycięstwo gospodarzy 3:0 lub 3:1
  zwycięstwo gospodarzy 3:2
  zwycięstwo gości 3:0 lub 3:1
  zwycięstwo gości 3:2

### Terminarz i wyniki spotkań
| Data        | Godz. | Gospodarz                 | Rezultat                                | Gość                      |
| ----------- | ----- | ------------------------- | --------------------------------------- | ------------------------- |
| 1. KOLEJKA  |       |                           |                                         |                           |
| 03.10.2020  | 18:00 | TSV Jona Volleyball       | 0:3 (19:25, 24:26, 21:25)               | Lausanne UC               |
| 03.10.2020  | 18:00 | Chênois Genève Volleyball | 3:0 (25:18, 25:20, 25:15)               | Traktor Basel             |
| 03.10.2020  | 18:00 | Biogas Volley Näfels      | 0:3 (23:25, 24:26, 21:25)               | Lindaren Volley Amriswil  |
| 04.10.2020  | 17:00 | Lindaren Volley Luzern    | 1:3 (13:25, 25:22, 21:25, 19:25)        | Volley Schönenwerd        |
| 2. KOLEJKA  |       |                           |                                         |                           |
| 10.10.2020  | 18:00 | Chênois Genève Volleyball | 3:1 (22:25, 25:23, 25:21, 25:20)        | Lausanne UC               |
| 10.10.2020  | 17:00 | Lindaren Volley Amriswil  | 3:1 (25:21, 23:25, 34:32, 25:18)        | TSV Jona Volleyball       |
| 11.10.2020  | 16:30 | Traktor Basel             | 3:0 (25:21, 27:25, 25:23)               | Lindaren Volley Luzern    |
| 10.10.2020  | 17:30 | Volley Schönenwerd        | 3:0 (25:23, 25:23, 25:21)               | Biogas Volley Näfels      |
| 3. KOLEJKA  |       |                           |                                         |                           |
| 17.10.2020  | 17:00 | Lindaren Volley Amriswil  | 3:1 (23:25, 25:22, 25:17, 25:14)        | Lausanne UC               |
| 18.10.2020  | 17:00 | Lindaren Volley Luzern    | 1:3 (20:25, 25:20, 20:25, 23:25)        | Chênois Genève Volleyball |
| 17.10.2020  | 18:00 | TSV Jona Volleyball       | 1:3 (25:23, 23:25, 22:25, 18:25)        | Volley Schönenwerd        |
| 17.10.2020  | 18:00 | Biogas Volley Näfels      | 3:0 (25:17, 25:13, 25:21)               | Traktor Basel             |
| 4. KOLEJKA  |       |                           |                                         |                           |
| 24.10.2020  | 17:30 | Lausanne UC               | 3:0 (25:14, 25:20, 25:23)               | Lindaren Volley Luzern    |
| 25.10.2020  | 17:00 | Volley Schönenwerd        | 0:3 (22:25, 17:25, 18:25)               | Lindaren Volley Amriswil  |
| 24.10.2020  | 18:00 | Chênois Genève Volleyball | 3:0 (25:18, 26:24, 28:26)               | Biogas Volley Näfels      |
| 07.02.2021  | 14:00 | Traktor Basel             | 3:1 (19:25, 25:23, 25:18, 25:19)        | TSV Jona Volleyball       |
| 5. KOLEJKA  |       |                           |                                         |                           |
| 03.02.2021  | 19:30 | Volley Schönenwerd        | 3:2 (19:25, 25:20, 28:26, 21:25, 15:12) | Lausanne UC               |
| 31.10.2020  | 18:00 | Biogas Volley Näfels      | 3:1 (21:25, 25:19, 25:17, 25:22)        | Lindaren Volley Luzern    |
| 31.10.2020  | 17:00 | Lindaren Volley Amriswil  | 3:0 (25:23, 25:21, 25:14)               | Traktor Basel             |
| 10.12.2020  | 20:00 | TSV Jona Volleyball       | 3:1 (25:18, 15:25, 25:20, 27:25)        | Chênois Genève Volleyball |
| 6. KOLEJKA  |       |                           |                                         |                           |
| 16.12.2020  | 20:00 | Biogas Volley Näfels      | 3:0 (25:23, 25:16, 25:15)               | Lausanne UC               |
| 22.11.2020  | 16:00 | Traktor Basel             | 1:3 (27:25, 17:25, 12:25, 16:25)        | Volley Schönenwerd        |
| 27.01.2021  | 19:30 | Lindaren Volley Luzern    | 2:3 (26:24, 15:25, 21:25, 25:15, 20:22) | TSV Jona Volleyball       |
| 21.11.2020  | 18:00 | Chênois Genève Volleyball | 0:3 (24:26, 22:25, 13:25)               | Lindaren Volley Amriswil  |
| 7. KOLEJKA  |       |                           |                                         |                           |
| 02.12.2020  | 20:00 | Traktor Basel             | 0:3 (23:25, 22:25, 27:29)               | Lausanne UC               |
| 14.11.2020  | 18:00 | TSV Jona Volleyball       | 1:3 (21:25, 22:25, 25:18, 26:28)        | Biogas Volley Näfels      |
| 16.12.2020  | 20:00 | Chênois Genève Volleyball | 3:1 (25:17, 25:16, 21:25, 25:18)        | Volley Schönenwerd        |
| 09.12.2020  | 19:30 | Lindaren Volley Amriswil  | 3:2 (25:15, 25:20, 23:25, 24:26, 18:16) | Lindaren Volley Luzern    |
| 8. KOLEJKA  |       |                           |                                         |                           |
| 16.01.2021  | 17:30 | Lausanne UC               | 3:0 (25:20, 25:18, 25:23)               | TSV Jona Volleyball       |
| 29.11.2020  | 16:00 | Traktor Basel             | 1:3 (22:25, 10:25, 25:19, 22:25)        | Chênois Genève Volleyball |
| 28.11.2020  | 17:00 | Lindaren Volley Amriswil  | 3:0 (25:23, 25:21, 25:21)               | Biogas Volley Näfels      |
| 28.11.2020  | 17:30 | Volley Schönenwerd        | 2:3 (23:25, 25:18, 25:18, 25:27, 12:15) | Lindaren Volley Luzern    |
| 9. KOLEJKA  |       |                           |                                         |                           |
| 05.12.2020  | 17:30 | Lausanne UC               | 2:3 (25:22, 25:22, 20:25, 9:25, 9:15)   | Chênois Genève Volleyball |
| 20.01.2021  | 20:00 | TSV Jona Volleyball       | 3:2 (27:29, 23:25, 25:18, 25:19, 15:10) | Lindaren Volley Amriswil  |
| 06.12.2020  | 17:00 | Lindaren Volley Luzern    | 2:3 (19:25, 20:25, 25:22, 25:22, 18:20) | Traktor Basel             |
| 05.12.2020  | 18:00 | Biogas Volley Näfels      | 3:2 (30:28, 25:27, 25:21, 16:25, 15:13) | Volley Schönenwerd        |
| 10. KOLEJKA |       |                           |                                         |                           |
| 12.12.2020  | 17:30 | Lausanne UC               | 3:2 (25:23, 18:25, 27:29, 25:15, 15:13) | Lindaren Volley Amriswil  |
| 13.12.2020  | 17:00 | Chênois Genève Volleyball | 3:2 (25:20, 25:23, 27:29, 19:25, 15:13) | Lindaren Volley Luzern    |
| 12.12.2020  | 17:30 | Volley Schönenwerd        | 1:3 (23:25, 25:16, 25:27, 16:25)        | TSV Jona Volleyball       |
| 12.12.2020  | 18:00 | Traktor Basel             | 1:3 (22:25, 25:18, 22:25, 21:25)        | Biogas Volley Näfels      |
| 11. KOLEJKA |       |                           |                                         |                           |
| 20.12.2020  | 17:00 | Lindaren Volley Luzern    | 2:3 (25:23, 24:26, 21:25, 25:17, 9:15)  | Lausanne UC               |
| 19.12.2020  | 17:00 | Lindaren Volley Amriswil  | 3:0 (25:22, 25:14, 25:16)               | Volley Schönenwerd        |
| 19.12.2020  | 18:00 | Biogas Volley Näfels      | 1:3 (25:17, 16:25, 21:25, 23:25)        | Chênois Genève Volleyball |
| 19.12.2020  | 18:00 | TSV Jona Volleyball       | 3:0 (25:15, 25:16, 25:18)               | Traktor Basel             |
| 12. KOLEJKA |       |                           |                                         |                           |
| 09.01.2021  | 17:30 | Lausanne UC               | 0:3 (18:25, 20:25, 21:25)               | Volley Schönenwerd        |
| 10.01.2021  | 17:00 | Lindaren Volley Luzern    | 1:3 (25:22, 20:25, 19:25, 13:25)        | Biogas Volley Näfels      |
| 20.12.2020  | 15:00 | Traktor Basel             | 0:3 (15:25, 22:25, 22:25)               | Lindaren Volley Amriswil  |
| 09.01.2021  | 18:00 | Chênois Genève Volleyball | 3:1 (27:29, 25:14, 25:12, 25:21)        | TSV Jona Volleyball       |
| 13. KOLEJKA |       |                           |                                         |                           |
| 23.01.2021  | 17:30 | Lausanne UC               | 3:0 (25:15, 25:21, 27:25)               | Biogas Volley Näfels      |
| 23.01.2021  | 17:30 | Volley Schönenwerd        | 3:0 (25:18, 25:22, 25:11)               | Traktor Basel             |
| 23.01.2021  | 18:00 | TSV Jona Volleyball       | 3:1 (25:20, 23:25, 26:24, 25:16)        | Lindaren Volley Luzern    |
| 23.01.2021  | 17:00 | Lindaren Volley Amriswil  | 3:1 (17:25, 25:23, 25:16, 25:23)        | Chênois Genève Volleyball |
| 14. KOLEJKA |       |                           |                                         |                           |
| 06.02.2021  | 17:30 | Lausanne UC               | 3:1 (26:24, 18:25, 29:27, 25:21)        | Traktor Basel             |
| 06.02.2021  | 18:00 | Biogas Volley Näfels      | 2:3 (18:25, 25:15, 25:8, 14:25, 11:15)  | TSV Jona Volleyball       |
| 06.02.2021  | 17:30 | Volley Schönenwerd        | 3:1 (22:25, 25:19, 25:18, 25:21)        | Chênois Genève Volleyball |
| 06.02.2021  | 17:30 | Lindaren Volley Luzern    | 1:3 (14:25, 25:23, 18:25, 22:25)        | Lindaren Volley Amriswil  |

### Tabela
| Lp. | Drużyna                   | Pkt | Mecze | Mecze | Mecze | Rodzaj wyniku | Rodzaj wyniku | Rodzaj wyniku | Rodzaj wyniku | Rodzaj wyniku | Rodzaj wyniku | Sety | Sety | Sety  | Małe punkty | Małe punkty | Małe punkty |
| Lp. | Drużyna                   | Pkt | M     | W     | P     | 3:0           | 3:1           | 3:2           | 2:3           | 1:3           | 0:3           | wyg. | prz. | stos. | zdob.       | str.        | stos.       |
| --- | ------------------------- | --- | ----- | ----- | ----- | ------------- | ------------- | ------------- | ------------- | ------------- | ------------- | ---- | ---- | ----- | ----------- | ----------- | ----------- |
| 1   | Lindaren Volley Amriswil  | 37  | 14    | 12    | 2     | 7             | 4             | 1             | 2             | 0             | 0             | 40   | 12   | 3.33  | 1243        | 1085        | 1.15        |
| 2   | Chênois Genève Volleyball | 28  | 14    | 10    | 4     | 2             | 6             | 2             | 0             | 3             | 1             | 33   | 22   | 1.5   | 1267        | 1169        | 1.08        |
| 3   | Volley Schönenwerd        | 25  | 14    | 8     | 6     | 3             | 4             | 1             | 2             | 2             | 2             | 30   | 24   | 1.25  | 1223        | 1159        | 1.06        |
| 4   | Lausanne UC               | 24  | 14    | 8     | 6     | 5             | 1             | 2             | 2             | 2             | 2             | 30   | 23   | 1.3   | 1172        | 1183        | 0.99        |
| 5   | Biogas Volley Näfels      | 21  | 14    | 7     | 7     | 2             | 4             | 1             | 1             | 1             | 5             | 24   | 27   | 0.89  | 1150        | 1125        | 1.02        |
| 6   | TSV Jona Volleyball       | 18  | 14    | 7     | 7     | 1             | 3             | 3             | 0             | 5             | 2             | 26   | 30   | 0.87  | 1237        | 1260        | 0.98        |
| 7   | Traktor Basel             | 8   | 14    | 3     | 11    | 1             | 1             | 1             | 0             | 4             | 7             | 13   | 36   | 0.36  | 1016        | 1175        | 0.86        |
| 8   | Lindaren Volley Luzern    | 7   | 14    | 1     | 13    | 0             | 0             | 1             | 5             | 6             | 2             | 19   | 41   | 0.46  | 1249        | 1401        | 0.89        |

Źródło: Swiss Volley (niem.)
Punktacja: 3:0 i 3:1 – 3 pkt; 3:2 – 2 pkt; 2:3 – 1 pkt; 1:3 i 0:3 – 0 pkt
Zasady ustalania kolejności: 1. liczba punktów; 2. stosunek setów; 3. stosunek małych punktów; 4. bilans w bezpośrednich meczach

## Faza play-off

### Drabinka
|  |              |                           |              |                           |              |              |              |   |                          |                           |           |           |           |           |           |                    |                    |                    |                    |                    |                    |                    |        |        |        |
|  | Ćwierćfinały | Ćwierćfinały              | Ćwierćfinały | Ćwierćfinały              | Ćwierćfinały | Ćwierćfinały | Ćwierćfinały |   |                          | Półfinały                 | Półfinały | Półfinały | Półfinały | Półfinały | Półfinały | Półfinały          |                    |                    | Finały             | Finały             | Finały             | Finały             | Finały | Finały | Finały |
|  | Ćwierćfinały | Ćwierćfinały              | Ćwierćfinały | Ćwierćfinały              | Ćwierćfinały | Ćwierćfinały | Ćwierćfinały |   |                          | Półfinały                 | Półfinały | Półfinały | Półfinały | Półfinały | Półfinały | Półfinały          |                    |                    | Finały             | Finały             | Finały             | Finały             | Finały | Finały | Finały |
|  |              |                           |              |                           |              |              |              |   |                          |                           |           |           |           |           |           |                    |                    |                    |                    |                    |                    |                    |        |        |        |
|  |              |                           |              |                           |              |              |              |   |                          |                           |           |           |           |           |           |                    |                    |                    |                    |                    |                    |                    |        |        |        |
|  | 1            | Lindaren Volley Amriswil  | 3            | 3                         | 3            |              |              |   |                          |                           |           |           |           |           |           |                    |                    |                    |                    |                    |                    |                    |        |        |        |
|  | 1            | Lindaren Volley Amriswil  | 3            | 3                         | 3            |              |              |   |                          |                           |           |           |           |           |           |                    |                    |                    |                    |                    |                    |                    |        |        |        |
|  | 8            | Lindaren Volley Luzern    | 0            | 0                         | 1            |              |              |   |                          |                           |           |           |           |           |           |                    |                    |                    |                    |                    |                    |                    |        |        |        |
|  | 8            | Lindaren Volley Luzern    | 0            | 0                         | 1            |              |              | 1 | Lindaren Volley Amriswil | 3                         | 3         | 3         |           |           |           |                    |                    |                    |                    |                    |                    |                    |        |        |        |
|  |              |                           |              |                           |              |              |              | 1 | Lindaren Volley Amriswil | 3                         | 3         | 3         |           |           |           |                    |                    |                    |                    |                    |                    |                    |        |        |        |
|  |              |                           | 4            | Lausanne UC               | 1            | 1            | 2            |   |                          |                           |           |           |           |           |           |                    |                    |                    |                    |                    |                    |                    |        |        |        |
|  | 4            | Lausanne UC               | 4            | Lausanne UC               | 1            | 1            | 2            | 2 | 3                        | (4)                       |           |           |           |           |           |                    |                    |                    |                    |                    |                    |                    |        |        |        |
|  | 4            | Lausanne UC               |              |                           |              |              |              |   |                          |                           |           |           |           |           |           |                    |                    |                    |                    |                    |                    |                    |        |        |        |
|  | 5            | Biogas Volley Näfels      | 3            | 0                         | (2)          |              |              |   |                          |                           |           |           |           |           |           |                    |                    |                    |                    |                    |                    |                    |        |        |        |
|  | 5            | Biogas Volley Näfels      | 3            | 0                         | (2)          |              |              | 1 | Lindaren Volley Amriswil | 2                         | 3         | 1         | 0         |           |           |                    |                    |                    |                    |                    |                    |                    |        |        |        |
|  |              |                           |              |                           |              |              |              |   |                          |                           |           |           |           |           |           |                    |                    |                    |                    |                    |                    |                    |        |        |        |
|  |              |                           | 2            | Chênois Genève Volleyball | 3            | 0            | 3            | 3 |                          |                           |           |           |           |           |           |                    |                    |                    |                    |                    |                    |                    |        |        |        |
|  | 3            | Volley Schönenwerd        | 2            | Chênois Genève Volleyball | 3            | 0            | 3            | 3 | 3                        | 3                         | 2         | 3         |           |           |           |                    |                    |                    |                    |                    |                    |                    |        |        |        |
|  | 3            | Volley Schönenwerd        |              |                           |              |              |              |   |                          |                           |           | 3         |           |           |           |                    |                    |                    |                    |                    |                    |                    |        |        |        |
|  | 6            | TSV Jona Volleyball       | 1            | 0                         | 3            | 2            |              |   |                          |                           |           |           |           |           |           |                    |                    |                    |                    |                    |                    |                    |        |        |        |
|  | 6            | TSV Jona Volleyball       | 1            | 0                         | 3            | 2            |              |   | 2                        | Chênois Genève Volleyball | 3         | 3         | (6)       |           |           | Mecze o 3. miejsce | Mecze o 3. miejsce | Mecze o 3. miejsce | Mecze o 3. miejsce | Mecze o 3. miejsce | Mecze o 3. miejsce | Mecze o 3. miejsce |        |        |        |
|  |              |                           |              |                           |              |              |              |   | 2                        | Chênois Genève Volleyball | 3         | 3         | (6)       |           |           | Mecze o 3. miejsce | Mecze o 3. miejsce | Mecze o 3. miejsce | Mecze o 3. miejsce | Mecze o 3. miejsce | Mecze o 3. miejsce | Mecze o 3. miejsce |        |        |        |
|  |              |                           | 3            | Volley Schönenwerd        | 0            | 0            | (0)          |   |                          |                           |           |           |           |           |           |                    |                    |                    |                    |                    |                    |                    |        |        |        |
|  | 2            | Chênois Genève Volleyball | 3            | Volley Schönenwerd        | 0            | 0            | (0)          | 3 | 3                        | 3                         |           |           |           |           |           |                    |                    |                    |                    |                    |                    |                    |        |        |        |
|  | 2            | Chênois Genève Volleyball |              |                           |              |              |              |   |                          |                           |           |           |           |           |           |                    |                    |                    |                    |                    |                    |                    |        |        |        |
|  | 7            | Traktor Basel             | 0            | 0                         | 0            |              |              |   |                          |                           |           |           |           |           |           |                    |                    |                    |                    |                    |                    |                    |        |        |        |
|  | 7            | Traktor Basel             | 0            | 0                         | 0            |              |              |   |                          |                           |           |           |           |           |           |                    |                    |                    |                    |                    |                    |                    |        |        |        |
|  |              |                           |              |                           |              |              |              |   |                          |                           |           |           |           |           |           |                    |                    |                    |                    |                    |                    |                    |        |        |        |

|  |                     |                        |                     |                     |                     |   |   |                    |                      |                    |                    |                    |
|  | Mecze o miejsca 5-8 | Mecze o miejsca 5-8    | Mecze o miejsca 5-8 | Mecze o miejsca 5-8 | Mecze o miejsca 5-8 |   |   | Mecze o 5. miejsce | Mecze o 5. miejsce   | Mecze o 5. miejsce | Mecze o 5. miejsce | Mecze o 5. miejsce |
|  | Mecze o miejsca 5-8 | Mecze o miejsca 5-8    | Mecze o miejsca 5-8 | Mecze o miejsca 5-8 | Mecze o miejsca 5-8 |   |   | Mecze o 5. miejsce | Mecze o 5. miejsce   | Mecze o 5. miejsce | Mecze o 5. miejsce | Mecze o 5. miejsce |
|  |                     |                        |                     |                     |                     |   |   |                    |                      |                    |                    |                    |
|  |                     |                        |                     |                     |                     |   |   |                    |                      |                    |                    |                    |
|  | 5                   | Biogas Volley Näfels   | 0                   | 3                   | 3                   |   |   |                    |                      |                    |                    |                    |
|  | 5                   | Biogas Volley Näfels   | 0                   | 3                   | 3                   |   |   |                    |                      |                    |                    |                    |
|  | 8                   | Lindaren Volley Luzern | 3                   | 1                   | 1                   |   |   |                    |                      |                    |                    |                    |
|  | 8                   | Lindaren Volley Luzern | 3                   | 1                   | 1                   |   |   | 5                  | Biogas Volley Näfels | 2                  | 1                  |                    |
|  |                     |                        |                     |                     |                     |   |   | 5                  | Biogas Volley Näfels | 2                  | 1                  |                    |
|  |                     |                        | 6                   | TSV Jona Volleyball | 3                   | 3 |   |                    |                      |                    |                    |                    |
|  | 6                   | TSV Jona Volleyball    | 6                   | TSV Jona Volleyball | 3                   | 3 | 3 | 3                  |                      |                    |                    |                    |
|  | 6                   | TSV Jona Volleyball    |                     |                     |                     |   |   |                    |                      |                    |                    |                    |
|  | 7                   | Traktor Basel          | 0                   | 1                   |                     |   |   |                    |                      |                    |                    |                    |
|  | 7                   | Traktor Basel          | 0                   | 1                   | Mecze o 7. miejsce  |   |   |                    |                      |                    |                    |                    |
|  |                     |                        |                     |                     |                     |   |   |                    |                      |                    |                    |                    |
|  |                     |                        |                     |                     |                     |   |   |                    |                      |                    |                    |                    |
|  |                     |                        |                     |                     |                     |   |   |                    |                      |                    |                    |                    |
|  | 7                   | Traktor Basel          | 0                   | 2                   |                     |   |   |                    |                      |                    |                    |                    |
|  | 7                   | Traktor Basel          | 0                   | 2                   |                     |   |   |                    |                      |                    |                    |                    |
|  | 8                   | Lindaren Volley Luzern | 3                   | 3                   |                     |   |   |                    |                      |                    |                    |                    |
|  | 8                   | Lindaren Volley Luzern | 3                   | 3                   |                     |   |   |                    |                      |                    |                    |                    |

### I runda

#### Ćwierćfinały
(do trzech zwycięstw)
| Data                          | Godz.                         | Gospodarz                     | Rezultat                                | Gość                       |
| ----------------------------- | ----------------------------- | ----------------------------- | --------------------------------------- | -------------------------- |
| Lindaren Volley Amriswil (1)  | Lindaren Volley Amriswil (1)  | Lindaren Volley Amriswil (1)  | 3 – 0                                   | (8) Lindaren Volley Luzern |
| 13.02.2021                    | 17:00                         | Lindaren Volley Amriswil      | 3:0 (25:16, 25:15, 25:17)               | Lindaren Volley Luzern     |
| 21.02.2021                    | 17:00                         | Lindaren Volley Luzern        | 0:3 (20:25, 19:25, 15:25)               | Lindaren Volley Amriswil   |
| 24.02.2021                    | 19:00                         | Lindaren Volley Amriswil      | 3:1 (21:25, 25:18, 25:18, 25:21)        | Lindaren Volley Luzern     |
| Chênois Genève Volleyball (2) | Chênois Genève Volleyball (2) | Chênois Genève Volleyball (2) | 3 – 0                                   | (7) Traktor Basel          |
| 13.02.2021                    | 18:00                         | Chênois Genève Volleyball     | 3:0 (25:21, 25:20, 26:24)               | Traktor Basel              |
| 21.02.2021                    | 16:00                         | Traktor Basel                 | 0:3 (19:25, 20:25, 23:25)               | Chênois Genève Volleyball  |
| 24.02.2021                    | 20:00                         | Chênois Genève Volleyball     | 3:0 (25:23, 25:18, 25:14)               | Traktor Basel              |
| Volley Schönenwerd (3)        | Volley Schönenwerd (3)        | Volley Schönenwerd (3)        | 3 – 1                                   | (6) TSV Jona Volleyball    |
| 13.02.2021                    | 16:00                         | Volley Schönenwerd            | 3:1 (25:20, 25:15, 16:25, 25:19)        | TSV Jona Volleyball        |
| 20.02.2021                    | 16:30                         | TSV Jona Volleyball           | 0:3 (17:25, 21:25, 22:25)               | Volley Schönenwerd         |
| 24.02.2021                    | 19:00                         | Volley Schönenwerd            | 2:3 (25:19, 25:21, 22:25, 17:25, 12:15) | TSV Jona Volleyball        |
| 27.02.2021                    | 18:00                         | TSV Jona Volleyball           | 2:3 (25:20, 25:19, 14:25, 21:25, 13:15) | Volley Schönenwerd         |
| Lausanne UC (4)               | Lausanne UC (4)               | Lausanne UC (4)               | 1 – 1 (4 – 2)                           | (5) Biogas Volley Näfels   |
| 13.02.2021                    | 17:00                         | Lausanne UC                   | 2:3 (22:25, 26:24, 23:25, 25:12, 11:15) | Biogas Volley Näfels       |
| 27.02.2021                    | 18:00                         | Biogas Volley Näfels          | 0:3 (25:27, 21:25, 20:25)               | Lausanne UC                |

### II runda

#### Półfinały
(do trzech zwycięstw)
| Data                          | Godz.                         | Gospodarz                     | Rezultat                               | Gość                      |
| ----------------------------- | ----------------------------- | ----------------------------- | -------------------------------------- | ------------------------- |
| Lindaren Volley Amriswil (1)  | Lindaren Volley Amriswil (1)  | Lindaren Volley Amriswil (1)  | 3 – 0                                  | (4) Lausanne UC           |
| 06.03.2021                    | 17:00                         | Lindaren Volley Amriswil      | 3:1 (25:14, 23:25, 25:20, 25:23)       | Lausanne UC               |
| 13.03.2021                    | 17:30                         | Lausanne UC                   | 1:3 (25:18, 20:25, 21:25, 22:25)       | Lindaren Volley Amriswil  |
| 17.03.2021                    | 19:00                         | Lindaren Volley Amriswil      | 3:2 (25:22, 25:17, 23:25, 18:25, 15:6) | Lausanne UC               |
| Chênois Genève Volleyball (2) | Chênois Genève Volleyball (2) | Chênois Genève Volleyball (2) | 2 – 0 (6 – 0)                          | (3) Volley Schönenwerd    |
| 20.03.2021                    | 19:30                         | Volley Schönenwerd            | 0:3 (19:25, 20:25, 23:25)              | Chênois Genève Volleyball |
| 20.03.2021                    | 19:30                         | Chênois Genève Volleyball     | 3:0 (25:22, 27:25, 25:16)              | Volley Schönenwerd        |

#### Mecze o miejsca 5-8
(do dwóch zwycięstw)
| Data                     | Godz.                    | Gospodarz                | Rezultat                         | Gość                       |
| ------------------------ | ------------------------ | ------------------------ | -------------------------------- | -------------------------- |
| Biogas Volley Näfels (5) | Biogas Volley Näfels (5) | Biogas Volley Näfels (5) | 2 – 1                            | (8) Lindaren Volley Luzern |
| 06.03.2021               | 18:00                    | Biogas Volley Näfels     | 0:3 (14:25, 17:25, 14:25)        | Lindaren Volley Luzern     |
| 13.03.2021               | 17:00                    | Lindaren Volley Luzern   | 1:3 (25:17, 20:25, 22:25, 21:25) | Biogas Volley Näfels       |
| 20.03.2021               | 18:00                    | Biogas Volley Näfels     | 3:1 (25:20, 22:25, 25:23, 25:23) | Lindaren Volley Luzern     |
| TSV Jona Volleyball (6)  | TSV Jona Volleyball (6)  | TSV Jona Volleyball (6)  | 2 – 0                            | (7) Traktor Basel          |
| 06.03.2021               | 18:00                    | TSV Jona Volleyball      | 3:0 (25:19, 25:19, 25:17)        | Traktor Basel              |
| 13.03.2021               | 18:00                    | Traktor Basel            | 1:3 (22:25, 29:27, 25:27, 23:25) | TSV Jona Volleyball        |

### III runda

#### Finały
(do trzech zwycięstw)
| Data                         | Godz.                        | Gospodarz                    | Rezultat                                | Gość                          |
| ---------------------------- | ---------------------------- | ---------------------------- | --------------------------------------- | ----------------------------- |
| Lindaren Volley Amriswil (1) | Lindaren Volley Amriswil (1) | Lindaren Volley Amriswil (1) | 1 – 3                                   | (2) Chênois Genève Volleyball |
| 03.04.2021                   | 14:30                        | Lindaren Volley Amriswil     | 2:3 (23:25, 23:25, 25:21, 25:23, 13:15) | Chênois Genève Volleyball     |
| 08.04.2021                   | 18:30                        | Chênois Genève Volleyball    | 0:3 (25:27, 18:25, 16:25)               | Lindaren Volley Amriswil      |
| 10.04.2021                   | 20:00                        | Lindaren Volley Amriswil     | 1:3 (25:20, 16:25, 25:27, 22:25)        | Chênois Genève Volleyball     |
| 14.04.2021                   | 20:00                        | Chênois Genève Volleyball    | 3:0 (28:26, 25:21, 25:20)               | Lindaren Volley Amriswil      |

#### Mecze o 3. miejsce
(do dwóch zwycięstw)
| Data                   | Godz.                  | Gospodarz              | Rezultat                         | Gość               |
| ---------------------- | ---------------------- | ---------------------- | -------------------------------- | ------------------ |
| Volley Schönenwerd (3) | Volley Schönenwerd (3) | Volley Schönenwerd (3) | 2 – 1                            | (4) Lausanne UC    |
| 03.04.2021             | 17:00                  | Volley Schönenwerd     | 3:1 (25:18, 23:25, 25:20, 26:24) | Lausanne UC        |
| 10.04.2021             | 17:30                  | Lausanne UC            | 3:1 (25:21, 25:18, 19:25, 25:22) | Volley Schönenwerd |
| 14.04.2021             | 19:00                  | Volley Schönenwerd     | 3:1 (25:23, 25:21, 27:29, 25:20) | Lausanne UC        |

#### Mecze o 5. miejsce
(do dwóch zwycięstw)
| Data                     | Godz.                    | Gospodarz                | Rezultat                                | Gość                    |
| ------------------------ | ------------------------ | ------------------------ | --------------------------------------- | ----------------------- |
| Biogas Volley Näfels (5) | Biogas Volley Näfels (5) | Biogas Volley Näfels (5) | 0 – 2                                   | (6) TSV Jona Volleyball |
| 03.04.2021               | 18:00                    | Biogas Volley Näfels     | 2:3 (25:20, 25:23, 22:25, 17:25, 12:15) | TSV Jona Volleyball     |
| 10.04.2021               | 18:00                    | TSV Jona Volleyball      | 3:1 (25:23, 17:25, 27:25, 25:22)        | Biogas Volley Näfels    |

#### Mecze o 7. miejsce
(do dwóch zwycięstw)
| Data              | Godz.             | Gospodarz              | Rezultat                               | Gość                       |
| ----------------- | ----------------- | ---------------------- | -------------------------------------- | -------------------------- |
| Traktor Basel (7) | Traktor Basel (7) | Traktor Basel (7)      | 0 – 2                                  | (8) Lindaren Volley Luzern |
| 03.04.2021        | 17:00             | Traktor Basel          | 0:3 (18:25, 25:27, 21:25)              | Lindaren Volley Luzern     |
| 10.04.2021        | 17:00             | Lindaren Volley Luzern | 3:2 (25:27, 29:31, 25:23, 25:17, 15:8) | Traktor Basel              |

## Klasyfikacja końcowa
| Poz. | Drużyna                   |
| ---- | ------------------------- |
| 1.   | Chênois Genève Volleyball |
| 2.   | Lindaren Volley Amriswil  |
| 3.   | Volley Schönenwerd        |
| 4.   | Lausanne UC               |
| 5.   | TSV Jona Volleyball       |
| 6.   | Biogas Volley Näfels      |
| 7.   | Lindaren Volley Luzern    |
| 8.   | Traktor Basel             |

     Eliminacje Ligi Mistrzów 2021/2022
     Puchar CEV 2021/2022
     Puchar Challenge 2021/2022
Uwaga: Klub TSV Jona Volleyball uzyskał prawo gry w Pucharze CEV jako zdobywca Pucharu Szwajcarii.

## Statystyki

### Sety i małe punkty
| Kolejka/ Runda                                | Mecze                                         | Sety (średnio na mecz)                        | Sety (średnio na mecz)                        | Małe punkty (średnio na set)                  | Małe punkty (średnio na set)                  | Kolejka/ Runda                | Mecze                         | Sety (średnio na mecz)        | Sety (średnio na mecz)        | Małe punkty (średnio na set)  | Małe punkty (średnio na set)  |
| --------------------------------------------- | --------------------------------------------- | --------------------------------------------- | --------------------------------------------- | --------------------------------------------- | --------------------------------------------- | ----------------------------- | ----------------------------- | ----------------------------- | ----------------------------- | ----------------------------- | ----------------------------- |
| Faza zasadnicza                               |                                               |                                               |                                               |                                               |                                               |                               |                               |                               |                               |                               |                               |
| 1                                             | 4                                             | 13                                            | 3,25                                          | 587                                           | 45,15                                         | 8                             | 4                             | 15                            | 3,75                          | 662                           | 44,13                         |
| 2                                             | 4                                             | 14                                            | 3,50                                          | 677                                           | 48,36                                         | 9                             | 4                             | 20                            | 5,00                          | 859                           | 42,95                         |
| 3                                             | 4                                             | 15                                            | 3,75                                          | 671                                           | 44,73                                         | 10                            | 4                             | 18                            | 4,50                          | 801                           | 44,50                         |
| 4                                             | 4                                             | 13                                            | 3,25                                          | 590                                           | 45,38                                         | 11                            | 4                             | 15                            | 3,75                          | 638                           | 42,53                         |
| 5                                             | 4                                             | 16                                            | 4,00                                          | 708                                           | 44,25                                         | 12                            | 4                             | 14                            | 3,50                          | 620                           | 44,29                         |
| 6                                             | 4                                             | 15                                            | 3,75                                          | 654                                           | 43,60                                         | 13                            | 4                             | 14                            | 3,50                          | 627                           | 44,79                         |
| 7                                             | 4                                             | 16                                            | 4,00                                          | 730                                           | 45,63                                         | 14                            | 4                             | 17                            | 4,25                          | 733                           | 43,12                         |
| Podsumowanie rundy pierwszej (po 7 kolejkach) | Podsumowanie rundy pierwszej (po 7 kolejkach) | Podsumowanie rundy pierwszej (po 7 kolejkach) | Podsumowanie rundy pierwszej (po 7 kolejkach) | Podsumowanie rundy pierwszej (po 7 kolejkach) | Podsumowanie rundy pierwszej (po 7 kolejkach) | Podsumowanie rundy rewanżowej | Podsumowanie rundy rewanżowej | Podsumowanie rundy rewanżowej | Podsumowanie rundy rewanżowej | Podsumowanie rundy rewanżowej | Podsumowanie rundy rewanżowej |
| 1-7                                           | 28                                            | 102                                           | 3,64                                          | 4617                                          | 45,26                                         | 8-14                          | 28                            | 113                           | 4,04                          | 4940                          | 43,72                         |
| Faza play-off                                 |                                               |                                               |                                               |                                               |                                               |                               |                               |                               |                               |                               |                               |
| Ćwierćfinały                                  | 12                                            | 44                                            | 3,67                                          | 1902                                          | 43,23                                         | O miejsca 5-8                 | 5                             | 18                            | 3,60                          | 821                           | 45,61                         |
| Półfinały                                     | 5                                             | 19                                            | 3,80                                          | 839                                           | 44,16                                         | O 7. miejsce                  | 2                             | 8                             | 4,00                          | 366                           | 45,75                         |
| O 3. miejsce                                  | 3                                             | 12                                            | 4,00                                          | 561                                           | 46,75                                         | O 5. miejsce                  | 2                             | 9                             | 4,50                          | 398                           | 44,22                         |
| Finały                                        | 4                                             | 15                                            | 3,75                                          | 684                                           | 45,60                                         |                               |                               |                               |                               |                               |                               |
| Podsumowanie sezonu                           |                                               |                                               |                                               |                                               |                                               |                               |                               |                               |                               |                               |                               |
| Faza zasadnicza                               | Faza zasadnicza                               | Faza zasadnicza                               | Faza zasadnicza                               | Faza zasadnicza                               | Faza zasadnicza                               | Faza zasadnicza               | 56                            | 215                           | 3,84                          | 9557                          | 44,45                         |
| Faza play-off                                 | Faza play-off                                 | Faza play-off                                 | Faza play-off                                 | Faza play-off                                 | Faza play-off                                 | Faza play-off                 | 33                            | 125                           | 3,79                          | 5571                          | 44,57                         |
| Razem                                         | Razem                                         | Razem                                         | Razem                                         | Razem                                         | Razem                                         | Razem                         | 89                            | 340                           | 3,82                          | 15128                         | 44,49                         |

### Ranking najlepiej punktujących zawodników
| Rk | Zawodnik                                        | A   | Z  | B  | Pkt |
| -- | ----------------------------------------------- | --- | -- | -- | --- |
| 1  | Bojan Strugar (TSV Jona Volleyball)             | 196 | 11 | 26 | 233 |
| 2  | Strahinja Brzaković (Chênois Genève Volleyball) | 183 | 16 | 25 | 224 |
| 3  | Adrien Prével (Lausanne UC)                     | 168 | 29 | 9  | 206 |
| 4  | Luca Ulrich (Volley Schönenwerd)                | 172 | 6  | 22 | 200 |
| 5  | Tim Köpfli (Lindaren Volley Luzern)             | 165 | 6  | 21 | 192 |
| 6  | Thomas Zass (Lindaren Volley Amriswil)          | 161 | 19 | 9  | 189 |
| 7  | Antti Ronkainen (Biogas Volley Näfels)          | 128 | 27 | 19 | 174 |
| 8  | Piero Müller (Traktor Basel)                    | 134 | 8  | 16 | 158 |

Źródło: 